# Dineutrone
Il Dineutrone è un atomo con un nucleo composto da soli due neutroni e nessun protone. Viene considerato un atomo quasistabile.
È stato osservato per la prima volta indirettamente dal National Superconducting Cyclotron Laboratory (Laboratorio nazionale del ciclotrone superconduttore) della Università statale del Michigan nel marzo 2012, dal decadimento di isotopi di Berillio.